# Marko Ostoja
Marko Ostoja (Bonn, 20. listopada 1960.) je bivši hrvatski tenisač. Bio je državni reprezentativac u Davisovu kupu. 

## ATP karijera

### Pojedinačno: 1 (1:0)
| Ishod   | Rb. | Godina | Turnir            | Podloga | Finalist      | Rezultat      |
| ------- | --- | ------ | ----------------- | ------- | ------------- | ------------- |
| pobjeda | 1.  | 1981.  | Brussels, Belgija | zemlja  | Ricardo Ycaza | 4:6, 6:4, 7:5 |

### Parovi: 1 (0:1)
| Ishod | Rb. | Godina | Turnir              | Podloga | Suigrač      | Finalisti               | Rezultat |
| ----- | --- | ------ | ------------------- | ------- | ------------ | ----------------------- | -------- |
| poraz | 1.  | 1981.  | Kitzbühel, Austrija | zemlja  | Louk Sanders | David Carter Paul Kronk | 6:7, 1:6 |

## Vanjska poveznica
Profil na ATP-u